# Kenta Bell
Kenta Bell (ur. 16 marca 1977) – amerykański lekkoatleta specjalizujący się w trójskoku.

## Osiągnięcia
- złoty medal Uniwersjady (Pekin 2001)
- dwie trzecie lokaty podczas Światowego Finału IAAF (Monako 2003 & Monako 2004)
- 6. (Paryż 2003) oraz 7. (Helsinki 2005) miejsca na mistrzostwach świata

Bell dwukrotnie reprezentował swój kraj podczas igrzysk olimpijskich, w 2004 na igrzyskach w Atenach uplasował się na 9. pozycji, 4 lata później na igrzyskach w Pekinie zajął 25. miejsce w eliminacjach nie awansując do finału.
W 2007 u Bella wykryto niedozwolony środek dopingowy – Metyloprednizolon, udzielono mu za to publicznego ostrzeżenia, a ponieważ w ciągu następnych 3 miesięcy nie stwierdzono u niego obecności zakazanych substancji odstąpiono od surowszych konsekwencji.

## Rekordy życiowe
- trójskok - 17,63 (2002)